# Oliver Rowland

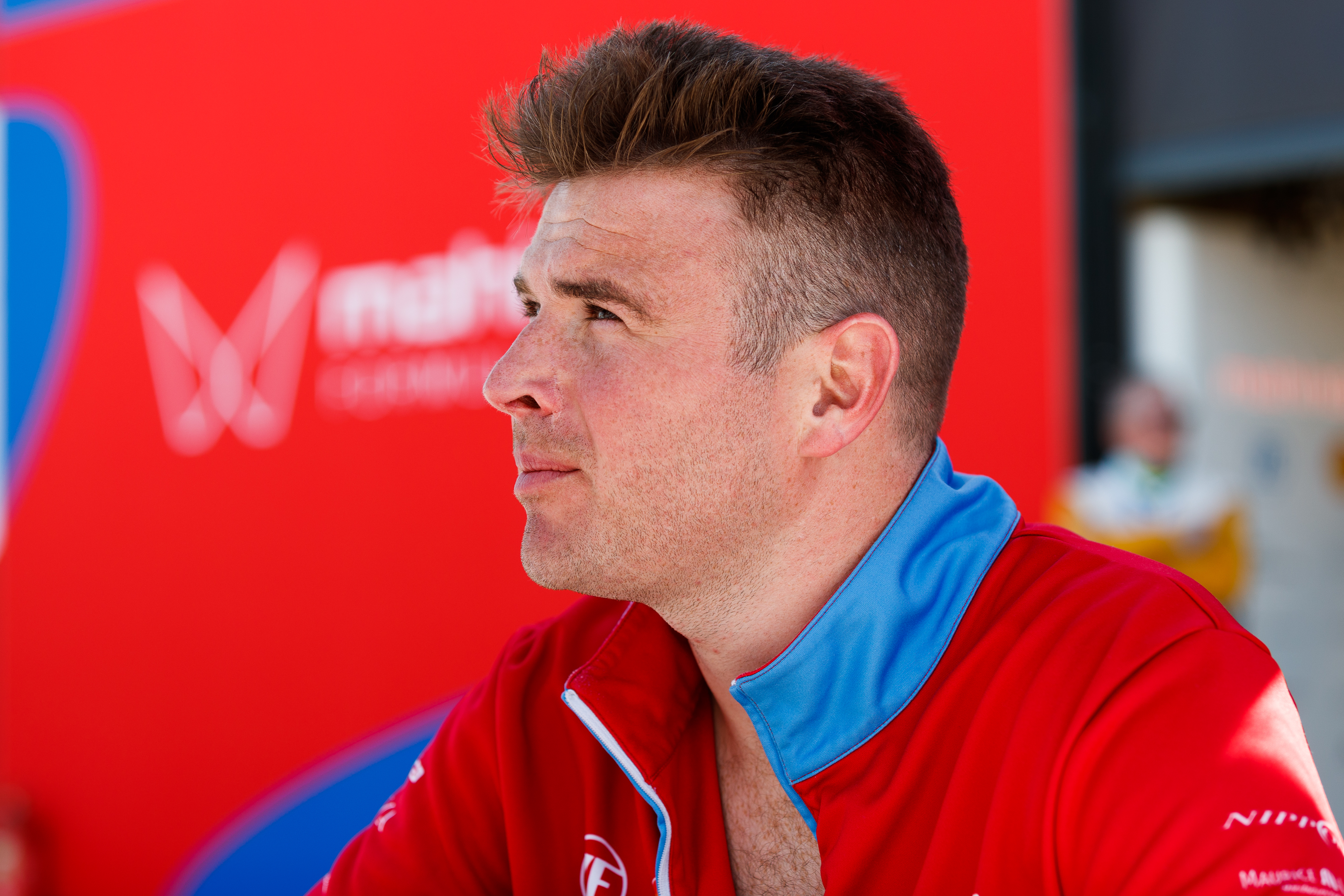
Oliver Rowland (2023)

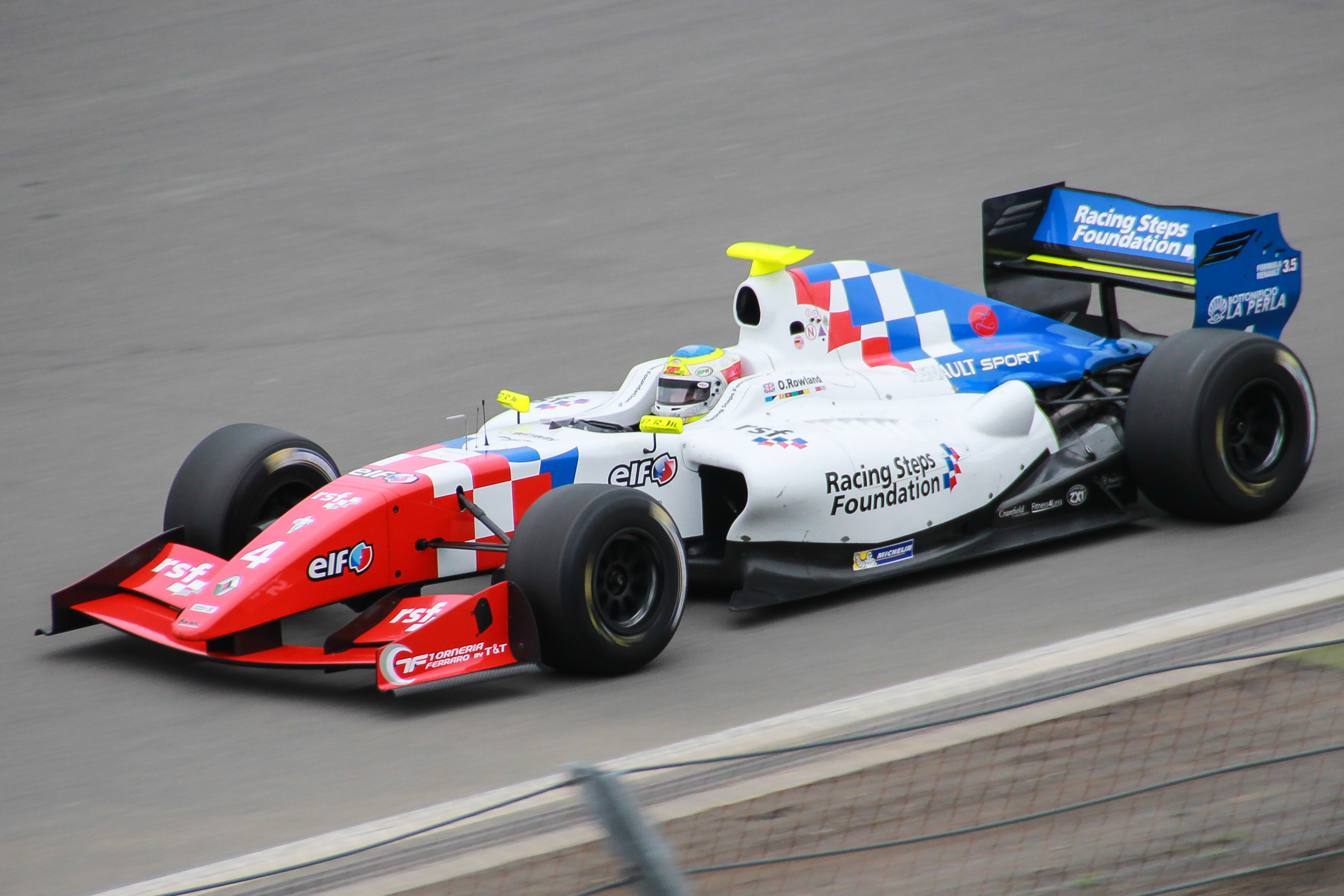
Oliver Rowland beim ersten Rennen der Formel Renault 3.5 auf dem Nürburgring 2014

Oliver Eric Rowland (* 10. August 1992 in Sheffield) ist ein britischer Automobilrennfahrer. Er trat 2014 und 2015 in der Formel Renault 3.5 an, die er 2015 gewann. Nach drei Jahren in der GP2 bzw. FIA-Formel-2-Meisterschaft geht er seit 2018 in der Formel E an den Start.

## Karriere
Rowland begann seine Motorsportkarriere 2000 im Kartsport. Bis 2005 trat er in britischen Kartserien an. Er gewann 2003 und 2004 die nationale Super-1-Cadet-Meisterschaft und wurde 2005 Vizemeister der britischen ICA-Juniorenkartmeisterschaft. 2006 trat er auch in europäischen Kartserien an und erzielte den zweiten Platz beim monegassischen ICA-Junioren-Kartcup. In den folgenden Jahren erreichte Rowland weitere Erfolge im internationalen Kartsport. Unter anderem wurde er 2008 CIK-FIA-KF2-Weltcupsieger und 2010 CIK-FIA-Super-KF-Weltcupsieger. Von 2007 bis 2010 wurde Rowland vom Formel-1-Rennstall McLaren gefördert und unterstützt. Die Saison 2010 wurde vom Tod seines Vaters überschattet, der ihn bis dahin gefördert hatte. Der britische Rennfahrer Martin Hines übernahm darauf die Förderung von Rowland und wurde zu einer Art „Vaterfigur“ für ihn.
Ende 2010 wechselte Rowland in den Formelsport und trat für CRS Racing im britischen Formel-Renault-Wintercup an. Er gewann ein Rennen und wurde Siebter der Fahrerwertung. 2011 startete Rowland für Fortec Motorsport in der britischen Formel Renault. Während sein Teamkollege Alex Lynn den Meistertitel mit zwölf Siegen gewann, entschied Rowland vier Rennen für sich. Am Saisonende war Rowland punktgleich mit Tio Ellinas. Da Rowland zwei Siege mehr vorzuweisen hatte, wurde er Vizemeister. Auch in dieser Saison musste Rowland einen Schicksalsschlag hinnehmen, da sein Förderer Martin Hines verstarb. Nach der Saison nahm Rowland erneut an der Winterserie der britischen Formel Renault teil und entschied diese für sich. Dabei gewann er von sechs Rennen deren vier und wurde zweimal Zweiter. Im Dezember wurde Rowland mit dem McLaren Autosport BRDC Award ausgezeichnet und erhielt neben einem Preisgeld in Höhe von 100.000 £ einen Formel-1-Test im McLaren.
2012 ging Rowland für Fortec Motorsport im Formel Renault 2.0 Eurocup an den Start. Mit einem Sieg auf dem Circuit de Catalunya und zwei weiteren Podest-Platzierungen wurde Rowland Dritter der Gesamtwertung. 2013 wechselte Rowland innerhalb der Serie zu Manor MP Motorsport. Er gewann in Spa-Francorchamps, Wolokolamsk und Spielberg. Er stand insgesamt achtmal auf dem Podest. In der Meisterschaft unterlag Rowland Pierre Gasly mit 179 zu 195 Punkten. Darüber hinaus startete Rowland für seinen Rennstall bei acht von 16 Rennen der nordeuropäischen Formel Renault. Er stand in jedem Rennen, zu dem er antrat auf dem Podest, und erzielte dabei vier Siege. Obwohl er nur die Hälfte der Rennen absolviert hatte, beendete er die Saison auf dem vierten Platz der Fahrerwertung.
2014 kehrte Rowland zu Fortec Motorsport zurück und erhielt ein Cockpit in der Formel Renault 3.5. In Alcañiz und Jerez gewann er je ein Rennen Er schloss die Saison auf dem vierten Gesamtrang ab und setzte sich mit 181 zu 132 Punkten intern gegen Sergei Sirotkin durch. 2015 blieb Rowland bei Fortec Motorsport und bestritt seine zweite Saison in der Formel Renault 3.5. In Alcañiz, Spa-Francorchamps, Mogyoród, Spielberg, Silverstone, Nürburg, Le Mans und Jerez gewann er je ein Rennen. Bereits beim vorletzten Rennwochenende entschied er die Meisterschaft für sich. Mit 307 zu 234 setzte er sich gegen Matthieu Vaxivière durch. Mit acht Siegen stellte Rowland zudem einen neuen Rekord für die meisten Siege in einer Saison auf. Darüber hinaus trat Rowland 2015 für MP Motorsport und Status Grand Prix zu je zwei Veranstaltungen der GP2-Serie an. Außerdem vertrat er beim Punta del Este ePrix 2015 in der FIA-Formel-E-Meisterschaft 2015/16 den verletzten Nick Heidfeld bei Mahindra Racing.
2016 trat Rowland als Stammpilot für MP Motorsport in der GP2-Serie an. Darüber hinaus wurde er in das Förderprogramm von Renault aufgenommen. Obwohl er kein Rennen gewonnen hatte, führte er nach dem zehnten Rennen kurzzeitig die Fahrerwertung an. Er erreichte vier Podest-Platzierungen und wurde Gesamtneunter. Mit 107 zu 6 Punkten setzte er sich dabei deutlich gegen seinen Teamkollegen Daniël de Jong durch. 2017 wechselte Rowland zu DAMS und blieb in der Serie, die im Winter in FIA-Formel-2-Meisterschaft umbenannt worden war.
Für die FIA-Formel-E-Meisterschaft 2018/19 erhielt Rowland ein Cockpit bei Nissan e.dams. Mit zwei zweiten Plätzen als beste Resultate und drei Pole-Positions belegte er am Saisonende mit 71 Punkten den zehnten Platz in der Fahrerwertung. Außerdem belegte er mit einem zweiten Platz den sechsten Rang in der Gesamtwertung der voestalpine European Races, bei der nur Podiumsplätze bei den Rennen auf dem europäischen Kontinent berücksichtigt wurden.

## Persönliches
Rowland stammt aus einer Motorsportler-Familie. Sein Vater war ein Motorrad- und sein Großvater ein Rallyefahrer.

## Statistik

### Karrierestationen
- 2000–2010: Kartsport
- 2010: Britische Formel Renault, Winterserie (Platz 7)
- 2011: Britische Formel Renault (Platz 2)
- 2011: Britische Formel Renault, Winterserie (Meister)
- 2012: Formel Renault 2.0 Eurocup (Platz 3)
- 2013: Formel Renault 2.0 Eurocup (Platz 2)
- 2013: Nordeuropäische Formel Renault (Platz 4)
- 2014: Formel Renault 3.5 (Platz 4)
- 2015: Formel Renault 3.5 (Meister)
- 2015: GP2-Serie (Platz 21)
- 2016: Formel E (Platz 21)
- 2016: GP2-Serie (Platz 9)
- 2017: Formel 2 (Platz 3)
- 2018/19: Formel E (Platz 10)
- 2019/20: Formel E (Platz 5)
- 2020/21: Formel E (Platz 14)
- 2021/22: Formel E (Platz 14)
- 2022/23: Formel E (Platz 21)
- 2023/24: Formel E (Platz 4)
- 2024/25: Formel E (Meister)

### Einzelergebnisse in der Formel Renault 3.5
| Jahr | Team              | 1   | 2   | 3   | 4   | 5   | 6   | 7   | 8   | 9   | 10  | 11  | 12  | 13  | 14  | 15  | 16  | 17  | Punkte | Rang |
| ---- | ----------------- | --- | --- | --- | --- | --- | --- | --- | --- | --- | --- | --- | --- | --- | --- | --- | --- | --- | ------ | ---- |
| 2014 | Fortec Motorsport | MNZ | MNZ | ALC | ALC | MON | SPA | SPA | MOS | MOS | NÜR | NÜR | HUN | HUN | LEC | LEC | JRZ | JRZ | 181    | 4.   |
| 2014 | Fortec Motorsport | 6   | 10  | 3   | 1   | 5   | DNF | 3   | DNF | 5   | 4   | DNF | 3   | 4   | 13  | 3   | 2   | 1   | 181    | 4.   |
| 2015 | Fortec Motorsport | ALC | ALC | MON | SPA | SPA | HUN | HUN | SPI | SPI | SIL | SIL | NÜR | NÜR | LMS | LMS | JRZ | JRZ | 307    | 1.   |
| 2015 | Fortec Motorsport | 1   | 3   | 6   | 5   | 1   | 3   | 1   | 1   | 2   | 2   | 1   | 1   | 10  | 1   | 8   | 1   | 2   | 307    | 1.   |

### Einzelergebnisse in der GP2-Serie / FIA-Formel-2-Meisterschaft
| Jahr | Team              | 1   | 2   | 3   | 4   | 5   | 6   | 7   | 8   | 9   | 10  | 11  | 12  | 13  | 14  | 15  | 16  | 17  | 18  | 19  | 20  | 21  | 22  | Punkte | Rang |
| ---- | ----------------- | --- | --- | --- | --- | --- | --- | --- | --- | --- | --- | --- | --- | --- | --- | --- | --- | --- | --- | --- | --- | --- | --- | ------ | ---- |
| 2015 | MP Motorsport     | BRN | BRN | ESP | ESP | MON | MON | AUT | AUT | GBR | GBR | HUN | HUN | BEL | BEL | ITA | ITA | RUS | RUS | BRN | BRN | UAE | UAE | 3      | 21.  |
| 2015 | MP Motorsport     |     |     |     |     |     |     |     |     | 10  | 7   |     |     | NC  | DNF |     |     |     |     |     |     |     |     | 3      | 21.  |
| 2015 | Status Grand Prix |     |     |     |     | 22  | DNF | 15  | C   |     |     |     |     |     |     |     |     |     |     |     |     |     |     | 3      | 21.  |
| 2016 | MP Motorsport     | ESP | ESP | MON | MON | AZE | AZE | AUT | AUT | GBR | GBR | HUN | HUN | GER | GER | BEL | BEL | ITA | ITA | MAS | MAS | UAE | UAE | 107    | 9.   |
| 2016 | MP Motorsport     | 10  | 6   | 3   | 7   | 4   | 15* | 6   | 2   | 3   | 3   | 11  | 6   | 5   | 5   | 10  | 6   | 9   | 9   | 12  | 8   | DNF | 11  | 107    | 9.   |
| 2017 | DAMS              | BRN | BRN | ESP | ESP | MON | MON | AZE | AZE | AUT | AUT | GBR | GBR | HUN | HUN | BEL | BEL | ITA | ITA | ESP | ESP | UAE | UAE | 191    | 3.   |
| 2017 | DAMS              | 5   | 3   | 3   | 2   | 1   | 9   | 7   | DNF | 4   | 3   | 3   | 17  | 1   | 2   | DSQ | 8   | DNF | 11  | 2   | 3   | DSQ | 7   | 191    | 3.   |

### Einzelergebnisse in der FIA-Formel-E-Meisterschaft
| Jahr    | Team                  | 1   | 2   | 3   | 4    | 5     | 6   | 7   | 8   | 9   | 10  | 11  | 12  | 13  | 14  | 15  | 16  | Punkte | Rang |
| ------- | --------------------- | --- | --- | --- | ---- | ----- | --- | --- | --- | --- | --- | --- | --- | --- | --- | --- | --- | ------ | ---- |
| 2015/16 | Mahindra Racing       | BEI | PUT | PUN | BUE  | MEX   | LBH | PAR | BER | LON | LON |     |     |     |     |     |     | 0      | 21.  |
| 2015/16 | Mahindra Racing       | 13  |     |     |      |       |     |     |     |     |     |     |     |     |     |     |     | 0      | 21.  |
| 2018/19 | Nissan e.dams         | DIR | MAR | SAN | MEX  | HKG   | SAY | ROM | PAR | MCO | BER | BRN | NYC | NYC |     |     |     | 71     | 10.  |
| 2018/19 | Nissan e.dams         | 7   | 15  | DNF | *20* | DNF   | 2   | 6   | 12  | 2   | 8   | DNF | 14  | 6   |     |     |     | 71     | 10.  |
| 2019/20 | Nissan e.dams         | DIR | DIR | SAN | MEX  | MAR   | BER | BER | BER | BER | BER | BER |     |     |     |     |     | 83     | 5.   |
| 2019/20 | Nissan e.dams         | 4   | 5   | 17  | 7    | 9     | 14  | 7   | 6   | 5   | 1   | DNF |     |     |     |     |     | 83     | 5.   |
| 2020/21 | Nissan e.dams         | DIR | DIR | ROM | ROM  | VAL   | VAL | MCO | PUE | PUE | NYC | NYC | LON | LON | BER | BER |     | 77     | 14.  |
| 2020/21 | Nissan e.dams         | 6   | 7   | 12  | 16   | DSQ   | 4   | 6   | DSQ | 3   | 7   | 19  | DSQ | 18  | 13  | 2   |     | 77     | 14.  |
| 2021/22 | Mahindra Racing       | DIR | DIR | MEX | ROM  | ROM   | MCO | BER | BER | JAK | MAR | NYC | NYC | LON | LON | SEO | SEO | 32     | 14.  |
| 2021/22 | Mahindra Racing       | DNF | 8   | 16  | DNF  | °DNF° | DNF | 11  | 7   | DNF | 10  | 13  | 14  | DNF | DNF | 2   | DNF | 32     | 14.  |
| 2022/23 | Mahindra Racing       | MEX | DIR | DIR | HYD  | CAP   | SAP | BER | BER | MCO | JAK | JAK | POR | ROM | ROM | LON | LON | 9      | 21.  |
| 2022/23 | Mahindra Racing       | 13  | 19  | DNF | 6    | WD    | 15  | 10  | 14  | DNF |     |     |     |     |     |     |     | 9      | 21.  |
| 2023/24 | Nissan Formula E Team | MEX | DIR | DIR | SAP  | TOK   | MIS | MIS | MCO | BER | BER | SHA | SHA | POR | POR | LON | LON | 156    | 4.   |
| 2023/24 | Nissan Formula E Team | 11  | 13  | 3   | 3    | 2     | 1   | DNF | 6   | 3   | 3   | 4   | 10  | WD  | WD  | 15  | 1   | 156    | 4.   |
| 2024/25 | Nissan Formula E Team | SAP | MEX | JED | JED  | MIA   | MCO | MCO | TOK | TOK | SHA | SHA | JAK | BER | BER | LON | LON | 145    | 1.   |
| 2024/25 | Nissan Formula E Team | 14  | 1   | 2   | 1    | 10    | 1   | 2   | 2   | 1   | 5   | 13  | 10  | DNF | 4   | 11  | DNF | 145    | 1.   |

| Legende                      | Legende       | Legende                                                                 |
| Farbe                        | Abkürzung     | Bedeutung                                                               |
| ---------------------------- | ------------- | ----------------------------------------------------------------------- |
| Gold                         | —             | Sieger                                                                  |
| Silber                       | —             | 2. Platz                                                                |
| Bronze                       | —             | 3. Platz                                                                |
| Grün                         | —             | Platzierung in den Punkten                                              |
| Blau                         | —             | Klassifiziert außerhalb der Punkteränge                                 |
| Violett                      | DNF           | Rennen nicht beendet                                                    |
| Violett                      | NC            | nicht klassifiziert                                                     |
| Rot                          | DNQ           | nicht qualifiziert                                                      |
| Schwarz                      | DSQ           | disqualifiziert                                                         |
| Weiß                         | DNS           | nicht am Start                                                          |
| Weiß                         | WD            | zurückgezogen                                                           |
| Weiß                         | C             | Rennen abgesagt                                                         |
| Blanko                       |               | nicht teilgenommen                                                      |
| Blanko                       | DNP           | gemeldet, aber nicht teilgenommen                                       |
| Blanko                       | INJ           | verletzt oder krank                                                     |
| Blanko                       | EX            | ausgeschlossen                                                          |
| sonstige Formate und Zeichen | P/fett        | Pole-Position                                                           |
| sonstige Formate und Zeichen | kursiv        | Schnellste Rennrunde (ab 2017/18: Schnellste Rennrunde der ersten Zehn) |
| sonstige Formate und Zeichen | unterstrichen | Führender in der Gesamtwertung                                          |
| sonstige Formate und Zeichen | °             | FanBoost                                                                |
| sonstige Formate und Zeichen | *             | nicht im Ziel, aufgrund der zurückgelegten Distanz aber gewertet        |
| sonstige Formate und Zeichen | ( )           | Streichresultat                                                         |

### Le-Mans-Ergebnisse
| Jahr | Team                   | Fahrzeug          | Teamkollege  | Teamkollege   | Platzierung | Ausfallgrund |
| ---- | ---------------------- | ----------------- | ------------ | ------------- | ----------- | ------------ |
| 2018 | CEFC Manor TRSM Racing | Ginetta G60-LT-P1 | Alex Brundle | Oliver Turvey | Ausfall     | Motorschaden |